# Gonomyia impacata
Gonomyia impacata är en tvåvingeart som beskrevs av Alexander 1957. Gonomyia impacata ingår i släktet Gonomyia och familjen småharkrankar.
Artens utbredningsområde är Pakistan. Inga underarter finns listade i Catalogue of Life.